# Cristal (anisette)
Pour les articles homonymes, voir Cristal (homonymie).

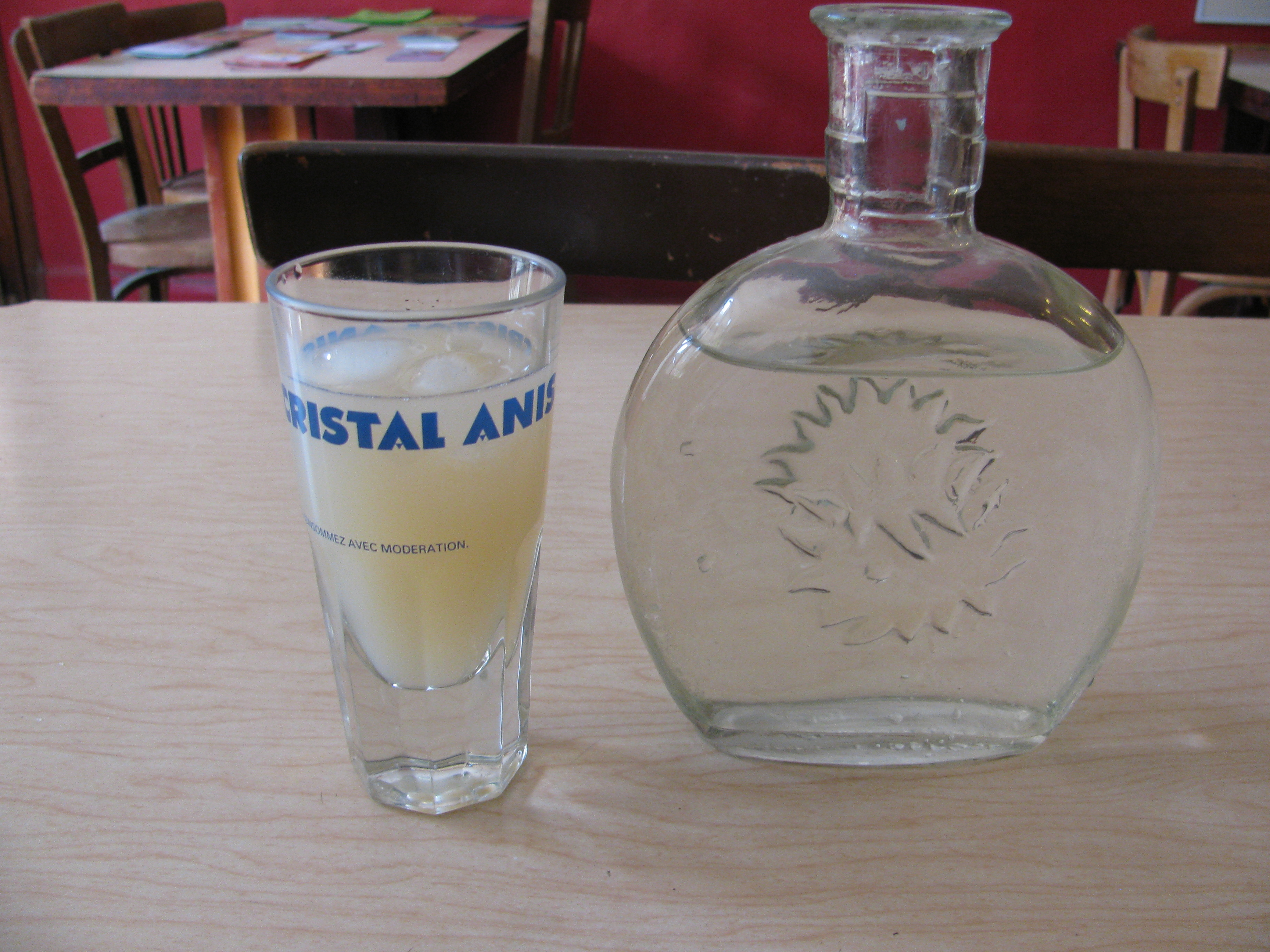
Anisette Cristal

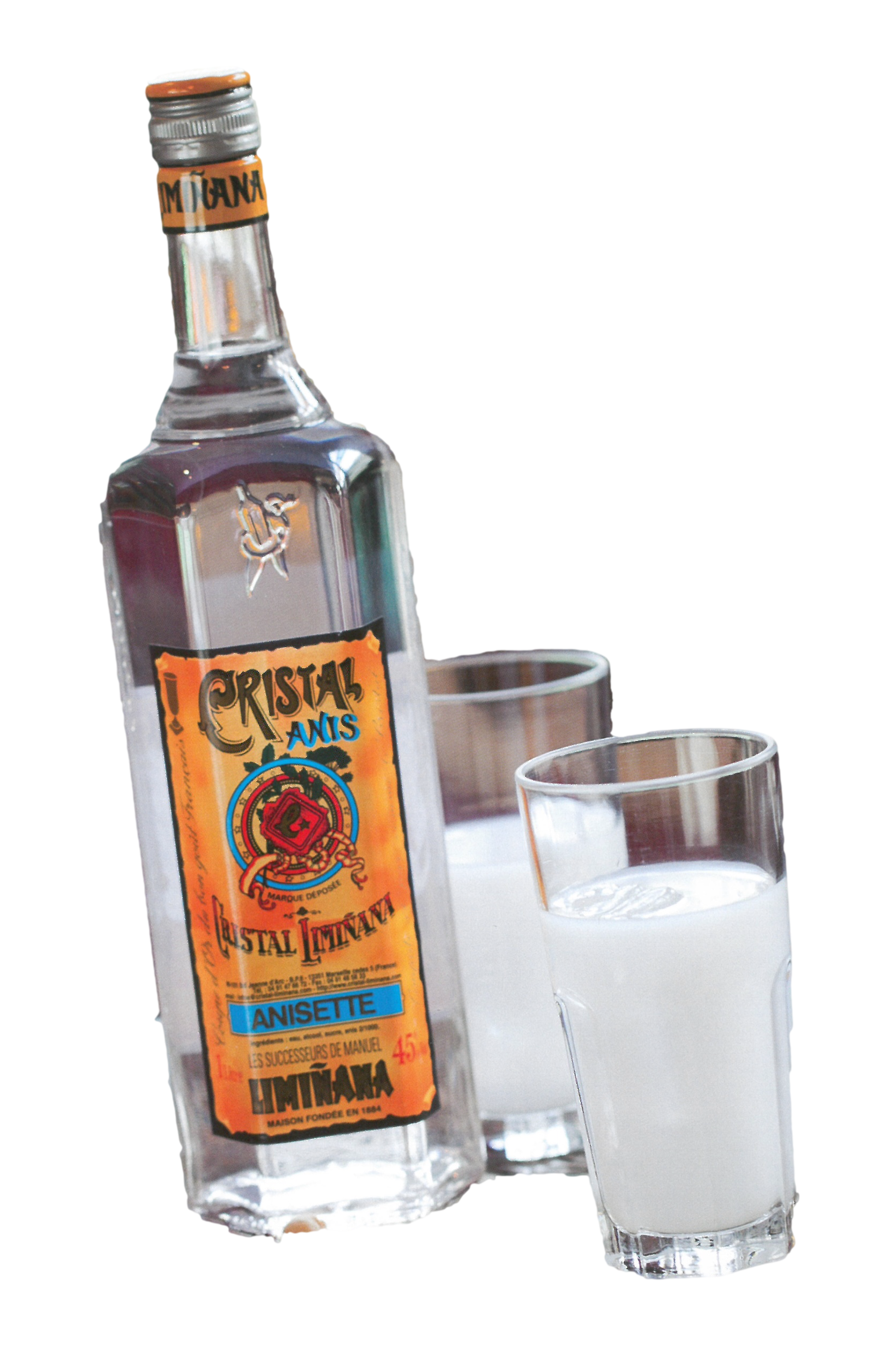
Anisette Cristal Anis

L'anisette Cristal est une liqueur créée en 1884 à Alger (Algérie) par les frères Limiñana, originaires d'Alicante (Espagne). Le siège de l'entreprise se trouve aujourd'hui à Marseille.

## Historique
Les Limiñana immigrés économiques venus d'Espagne au XIXe siècle ouvrent un café en Algérie à Bab el Oued ; ils y créent l'anisette qui rappelle une boisson espagnole, la Paloma,. « Transparente comme du cristal, elle devient au contact de l'eau blanche comme un colombe (paloma en espagnol) ».
L'anisette Cristal reste pour beaucoup de Pieds-Noirs leur madeleine de Proust. Ils aiment à se retrouver autour d'un verre d'anisette Cristal pour parler de leurs souvenirs de jeunesse en Algérie.

## L'anisette actuelle
Fabriquée depuis 1962 à Marseille, elle est consommée par les amateurs d'apéritifs anisés tout autour du bassin méditerranéen.
Il en existe une version sans alcool, appelée Cristal 100.